# Szafarnia
Szafarnia is een dorp in het Poolse woiwodschap Koejavië-Pommeren, gelegen in de powiat Golubsko-Dobrzyński. In 2011 woonden er 280 mensen.

## Zomerverblijf Chopin
In het dorp staat een klassiek herenhuis uit de negentiende eeuw. In de jaren 1824 - 1825 heeft Frédéric Chopin hier twee keer zijn vakantie doorgebracht, met het gezin Dziewanowski. Op dit moment herbergt het gebouw een Chopin centrum.

## Sport en recreatie
- Door deze plaats loopt de Europese wandelroute E11. De E11 loopt van Den Haag naar het oosten, op dit moment de grens Polen/Litouwen. Ter plaatse komt de route van het noordwesten vanuit Golub-Dobrzyń. De route komt langs het Chopin centrum en vervolgt in oostelijke richting naar Płonne.